# يوهان كريستيان باور
يوهان كريستيان باور (بالألمانية: Johann Christian Bauer)‏ هو مصمم جرافيك ألماني، ولد في 1802 في هاناو في ألمانيا، وتوفي في 1867 في فرانكفورت في ألمانيا.